# بيت عرامان (نهم)

تعديل مصدري - تعديل

بيت عرامان هي إحدى قرى عزلة عيال غفير بمديرية نهم التابعة لمحافظة صنعاء، بلغ تعداد سكانها 596 نسمة حسب تعداد اليمن لعام 2004.